# 西岡徹人
西岡 徹人（にしおか てつひと）は、日本の実業家。SUNSHOW GROUP代表。岐阜県不破郡関ケ原町生まれ、大阪府大阪市出身。岐阜県岐阜市在住。
2016年度（公社）日本青年会議所 次世代グループ トップランナー委員会 委員⾧、2018年度（公社）日本青年会議所 LOM 支援グループ 担当常任理事。
日本政府「次世代の SDGs 推進プラットフォーム」キャプテン、（一社） SDGsマネジメント 代表理事、（一社） SDGs BASE 代表理事（一社） WOMAN‘S INDEPENDENCE FORUM 理事。
好きな言葉は「コツコツがコツ」。ジョギングと日本青年会議所活動をライフワークとしている。

## 経歴

### 生い立ち・創業まで
1979年、大阪府大阪市の不動産業の長男として出生、14歳までの少年期を大阪で過ごす。
地価が高騰し続けるバブル景気の真っ只中、父の手掛ける事業は巨額の利益を生み、一家は何ひとつ不自由のない生活を送っていたが、小学校卒業を間近に控えたタイミングでバブル経済が崩壊。裕福な家庭は一変し、父親は蒸発した。父が残した借金は、母親のもとへ。暴利の取り立てに耐えかねた母はついに、中学2年生となった徹人と弟妹を連れて夜逃げを決行する。
岐阜県岐阜市に辿り着いた母子であったが、貧困生活は変わらぬまま。茹でたキャベツの芯を食べ、空腹を満たすこともあった。
岐阜県立岐南工業高等学校に入学後は、深夜4時までアルバイトをし家計を助ける一方、ラグビー部に入部し、恵まれた体躯と強い精神力を武器にセンターとして活躍した。
高校卒業後、岐阜市内の建設会社に就職。土木の現場監督として2年間働き、1999年にかつてのラグビー部の仲間と、社員3名の西岡興業を立ち上げ独立。岐阜県内の工務店を駆け回り、「普通の人の倍の面積を刈ります」と草刈りの仕事を請うたものの、冬には草が自然と枯れるため、西岡興業はいきなり倒産の危機に見舞われる。しかし、その厳冬期に下水道工事の宅内配管を手で掘るという、過酷な仕事を請け負うと、その後は東海北陸自動車道の基礎工事を担うなど、経営は安定。同時に土木、建設技術を身に付けたことで、外構、土木工事と事業の幅を伸ばしていった。

### 三承工業の設立
27歳となった2006年には、三承工業株式会社を設立、代表取締役に就任した。当初は土木、建設業を主としていたが、次第に建築、ハウスメーカーと業務の幅を拡大していくこととなる。
三承工業は、ブラック企業そのものだった。長時間残業、事実上存在しない有給休暇、横行するパワハラ・モラハラ。男性従業員しかいない環境で、一方的な押し付けをスタッフに強要した。従業員への過重な負担は、モチベーションを下落させ、コミュニケーションも希薄にさせた。連携不足は発注ミスや納期遅れを生む。諍いが絶えず、怒号が鳴り響く職場。生産性の低さに繋がり、業績低迷に陥った。
自身も骨身を惜しまず働いたが、売上3億円、借金3億円の抜けられないループが襲い、過労が原因で脳梗塞を発症した。（その時の後遺症で、今も右目の視野の半分が見えないという）
2008年に岐阜青年会議所に入所。当初は、業種の枠を越えた経営者との意見交流や、同業者との専門的な情報交換に勤しむほどであったが、2012年に青少年心身育成委員会の委員長に就任したことがきっかけで、青年会議所活動に積極的に参加することとなる。
「青年会議所は社会課題解決をする団体である」と気づくと、有事の際に備える風土作りのため、地区の子供たちと共に地域を回り、子ども110番シールを岐阜市内に拡める「安全安心マップ」や、100組の親子を招き、子どもが自然と感謝を伝えられる環境を作る「ありがとうを育てる教室」を企画した。また、東京青年会議所が中心となり全国で行われている「わんぱく相撲大会」では、自身が小学4年生の頃に準優勝を収めていたこともあり、委員長として関わりを持てたことに運命めいたものを感じたという。

### ホワイト企業化を推進
地域社会への奉仕活動を通じて統率力や指導力が身に付き、人に対して良い影響を与えられていると自負し始めた2013年。たまたま出席した「社風考察セミナー」で配布された従業員満足度調査を持ち帰り実施したところ、低評価が判明。社風が最悪であることを知ると同時に、人に悪い影響を与え、他責・先送り・依存している自分自身に気がついた。
翌日より、社内の風土改革に着手した。「トップの器以上に組織は大きくならない、まずはできることから始めよう」と、自らが社内のトイレ掃除から開始した。次に、ノー残業デーを導入し、残業時間や休日出勤日数の低減に努めるようにした。そして女性従業員を積極的に採用し、子育て中の社員が子供を連れて安心して出勤できる「カンガルー出勤」を実施。翌年、女性管理職が誕生すると、さらに環境は整備され、キッズスペースの確保、チャイルドマインダーを取得したスタッフによる支援など、男性中心の建設業という枠組みを取り払うことに成功。2014年には7名だった女性社員数も、2019年には35名と5倍に増加し、女性社員比率は過半数を超えるようになった。
2015年、岐阜青年会議所 副理事長に就任すると、社内でも就業規則を見直すなど、働き方改革に着手。多様性のある働き方を尊重した制度を積極的に取り入れ、生産的な雇用環境の整備に取り組んだ。

### 社会課題の解決に向けて
2016年、日本全体の社会課題解決を目指し、日本青年会議所へ出向。次世代グループ トップランナー委員会 委員⾧として、「ＪＣ地域創生投資」「地方創生連携協定」などの企画を立案、国家的課題と社会的課題の解決に奔走した。他にも、内閣府 男女共同参画推進連携会議では「女性活躍サミット」を、厚生労働省 働き方改革ノウハウ獲得検討委員会では「ダイバシティ＆インクルージョン」～働き方改革のすすめ～の企画を立案、実行した。
2017年に、厚生労働省 過重労働解消検討委員会で働き方改革を全国に拡めるための活動を展開すると、三承工業も働き方改革推進認定企業事務所（厚生労働省）、子育て支援エクセレント認定企業（岐阜県）、男女共同参画優良事業者（岐阜市）に認定されるなど、ホワイト企業として周知されることとなる。
2018年には、日本青年会議所 LOM 支援グループ 担当常任理事に就任し、日本青年会議所において2会議体、4委員会、総勢1,000名のメンバーとともに日本全国の社会課題を解決をしていくトップとして、本格的にSDGs（持続可能な開発目標）の活動を進めていく。また同年12月、株式会社フジテレビジョン、株式会社ヤクルト本社らと並び、三承工業が「女性活躍の促進やSDGsの普及啓発などに総合的かつ積極的に取り組む」と評価され、全国に約464,000社ある建設業に関わる企業では初となる「ジャパンSDGsアワード」 特別賞を受賞した。
2019年、日本政府SDGs推進本部 「次世代SDGsプラットフォーム」キャプテンに就任。2030年以降にSDGs推進の主役となる次世代に向けた働きかけを強化すると、社会課題の解決を目指す団体として、SUSTAINABLE DEVELOPMENT MANAGEMENT、SDGs PLATFORM、WOMAN EMPOWERMENT PLATFORM、岐阜経済人協議会、WOMAN‘S INDEPENDENCE FORUMなどの一般社団法人を創設。
2020年には、地域発、中小企業発の環境技術の普及とカーボンニュートラル社会の実現を推進すべく、一般社団法人カーボンニュートラル協会（JCNA）を設立。脱炭素化推進に向けた適切な知識を備えた人材を育てるべく、環境省と連携し「脱炭素アドバイザー」に適合した環境省認定研修・資格プログラムである「JCNAカーボンニュートラル・アドバイザー」を開発。また、健康投資推進協議会では、中小企業の経営者と従業員の健康促進、地域住民の福祉向上を目指した健康経営プログラムを展開。国が抱える少子高齢化による若い労働力の減少や医療費・介護費用の増大という社会課題と、企業が抱える定年延長による人材の高齢化、傷病リスクによる労働力の減少といった課題に対して、健康経営と地域活性化を融合させた角度から取り組み、年に一回、東京大学と連携し、「中小企業における見える化された健康投資シンポジウム」などのフォーラムを開催している。
2021年、内閣官房国土強靭化推進室“第7回 ジャパン・レジリエンス・アワード 2021”において、準グランプリ特別賞および企業部門最優秀賞を受賞。三承工業が進める感染症対策を含む次世代教育『避難できる庭』プロジェクトや、停電・断水時に活用できる『キャンプできる庭・住宅』プロジェクトが、強靭な国づくりや地域づくりに取り組んでいると高く評価された。
2022年には、SDGsのゴール5「ジェンダー平等を達成し、すべての女性と女児のエンパワーメントを図る」の実現に向けて、一般社団法人WOMAN EMPOWERMENT PLATFORMの活動を強化。SDGsゴール5の認知度向上や啓発、普及のための広報・啓発活動を実施。
2023年には、一般社団法人 Women's Independence Forum（WIF）を中心に、女性の自立、活躍、成長のための教育、イベントを推進。女性活躍を実践する企業の交流会やハラスメント勉強会などを開催した。
その他、岐阜県「第2期SDGs未来都市計画」に基づく「清流の国ぎふ」SDGs推進ネットワーク事業として開催されたセミナーにて、企業における風土改革や女性活躍、働き方改革の事例を講演するなど、社会課題の解決に取り組む企業の支援や団体の立ち上げ、社会性と経済性を両立した企業経営を目指している。

## SUNSHOW GROUP

### 三承工業株式会社
1999年に創業した西岡興業を母体として、2006年に岐阜県岐阜市で法人化。2025年に創業25周年を迎える。新築注文住宅を提供する建築事業を中心に、新築・建築・リフォームの他、土木工事業、管工事業、造園工事業など多角的な事業を手掛ける。地域が抱える社会課題に対して、協力業者などのステークホルダーと連携しながら課題解決することで価値を創造。自社ブランドとして、SUNSHOW夢ハウス、リビキャン LIVING CAN、チョット！さんえく、キャンプできる庭、SUNSHOW maintenanceなどを開発している。財務部、経営企画広報室、ダイバーシティ推進室、建築事業部、レジリエンス事業部、プラント・リノベーション事業部から成る。

#### SUNSHOW夢ハウス
「すべての人々にマイホームを！」をテーマに、一人親家庭、外国籍の方、低所得者などの方へ、低価格ながら高品質なマイホームを提供する注文住宅ブランド。住宅建設にかかる費用を抑え、20坪 780万＋標準付帯工事（外部給排水費用、設計確認申請費、地盤調査費用、各種諸経費）というローコストで、注文住宅の建築を実現している。着工前に綿密な打合せを重ねることで、顧客の要望を取り入れながら最適なプランを提案。見積りと契約金額の乖離を減らす一方、引渡し後も定期的な訪問を欠かさないなど、アフターフォローも徹底している。

#### SUNSHOW.BASE
「毎日の生活に遊び心を！」をコンセプトに、2018年、JR岐阜駅に隣接する商業施設アクティブGにオープンした情報発信基地。SUNSHOW GROUPの提供するサービスや新商品、様々な社会問題に対する問題提起と解決のための行動を発信するプラットホームとして、多目的な場を提供する。2019年には、岐阜県初のSDGsライフスタイルショップとして、SUNDAYs GOODをオープン。「良いものを長く使う」という考えのもと、地球に優しい素材を厳選した一つひとつ大切に作られたグッズを提供している。

### 株式会社バリュークリエイション
2019年、日本青年会議所 副会頭を務めた須山裕史と立ち上げ。